# District de Debagarh
Le district de Debagarh est un district de l'État de l'Odisha (Inde), ayant la ville de Debagarh pour chef-lieu.

## Géographie
Sa population compte 312 164 habitants (recensement de 2011).